# Love is an Illusion!
Love is an Illusion! (en coreano: 사랑은 환상!, romanizado: Sarang-eun Hwansang!) es un boys love coreano escrito e ilustrado por Fargo. La serie tiene como escenario un omegaverso y sigue a Hye-sung, un Omega que pensó que era un Alfa hasta hace poco, y a Dojin, un Alfa que no soporta a los Omegas. La serie se serializó en línea a través de Lezhin Comics entre enero de 2018 y marzo de 2021. El 12 de febrero de 2022 se estrena una secuela, Love is an Illusion! - The Queen, comenzó la serialización.

## Trama
Hye-sung ha creído que era un Alfa toda su vida y sueña con casarse con un Omega rico para poder tener una vida fácil. Sin embargo, después de una reunión con Dojin, un Alfa que odia a los Omega, que desencadena el celo de Hye-sung, se revela que en realidad era un Omega. Incapaz de aceptar la verdad, Hye-sung decide convertirse en un Alfa sin importar lo que pase.

## Personajes

#### Principales
- Kim Hye-sung: Un omega recesivo que creyó toda su vida que era un alfa, hasta que conoce a Dojin y toda su vida cambia radicalmente. Conforme avanza la historia, acaba casándose con este y teniendo a Byul.
- Park Dojin: Un alfa dominante que odiaba a los omegas; teniendo relaciones solo con betas y alfas. Tras conocer a Hye-sung, comienza a sentir una inexplicable atracción hacia el omega. Conforme avanza la historia, acaba casándose con este y teniendo a Byul.
- Yoon Heesoo: Un beta hijo del chofer de la familia Park, que se vuelve en asistente y manager de Dojin.
- Park Dojun: Alfa dominante, hermano mayor de Dojin que tiene un interés por Heesoo.
- Yoo Kyungsoo: Beta, mejor amigo Hye-sung; que ayudara a Chowon.
- Lee Chowon: Omega dominante, exesposa[a] de Dojun; que esta obsesionado por este.
- Park Byul: Hijo dominante de Dojin y Hye-sung.

#### Secundarios
- Park Do-gyeom: Alfa dominante, hermana mayor de Dojin y Dojun; única hija de Seojin y Sejung.
- Park Sejung: Alfa dominante, patriarca de la familia Park y esposo de Seojin.
- Jang Seojin: Omega, matriarca de la familia Park y esposa[a] de Sejung.
- Park Dohun: Alfa dominante, hermano mayor de la familia Park; padre de Hakyung y Hamin.
- Park Hakyung: Alfa dominante, hijo mayor de Dohun; sobrino de Do-gyeom, Dojin y Dojun.
- Park Hamin: Alfa dominante, hijo menor de Dohun; sobrino de Do-gyeom, Dojin y Dojun.
- Señor Kim: Alfa, padre maltratador de Hye-sung.
- Madre: Omega, madre de Hye-sung.

## Publicación
Escrito e ilustrado por Fargo, Love is an Illusion se serializó en Lezhin Comics del 29 de enero de 2018 al 22 de marzo de 2021. Hye-sung y Dojin fueron originalmente personajes secundarios del trabajo anterior de Fargo, If You Hate Me So, pero fueron lo suficientemente populares como para que les dieran su propia serie. El 12 de febrero de 2022 se estrenó una secuela, Love is an Illusion! - The Queen, que comenzó su serialización.
La serie está autorizada para su publicación en formato de bolsillo en inglés en Norteamérica por Seven Seas Entertainment. Por su parte en España se encuentra publicada por Norma Editorial, quien anunció la licencia el 26 de enero de 2024.

## Recepción
El volumen 2 de Love is an Illusion! figura en la lista de las "20 mejores novelas gráficas para adultos" de Circana BookScan para abril y mayo de 2023.
Comic Book Resources ha hablado de Love is an Illusions en diversos artículos, con Jahanvi Shah incluyéndolo en sus "25 manhwa de amor de chicentre que los fanáticos de BL deben leer", elogiando que la serie es "conocida por su hermoso arte en blanco y negro, personajes divertidos y escenas increíblemente candentes". En el resumen de Jason Collins de "17 webtoons BL calientes que están arrasando en el fandom", Love is an Illusion! al puesto número 10 como "uno de los webtoons BL más cálidos que existen".